# Rancho Cucamonga
Rancho Cucamonga è una città suburbana situata ai piedi delle San Gabriel Mountains nella contea di San Bernardino, in California. Si trova a 37 miglia (60 km) a est della Downtown Los Angeles. La città aveva una popolazione di 165.269 abitanti nel 2010 e una popolazione stimata di 174.305 abitanti nel 2014. La città vive in media 287 giorni di sole all'anno, contro una media nazionale di 205 giorni. Il suo clima è classificato come caldo Mediterraneo, o Csa, secondo la classificazione dei climi di Köppen. Lo stemma della città, che si concentra su un grappolo d'uva, allude alla storia agricola della città e alle intime connessioni con la vinificazione.
La posizione favorevole della città e la sua offerta di servizi pubblici hanno guadagnato numerosi riconoscimenti. In particolare, la rivista Money ha classificato Rancho Cucamonga al 42º posto nella lista dei "migliori posti per vivere" nel 2006. Inoltre, la rivista Insider ha creato un quartiere a Rancho Cucamonga che è il 13º quartiere più ricco della California meridionale. Tutte le quattro scuole pubbliche della città hanno ottenuto la distinzione Silver in una classifica delle scuole superiori del 2015 da parte dell'U.S. News & World Report. Inoltre, le scuole superiori Los Osos, Alta Loma e Rancho Cucamonga sono appena  diventate scuole di nastro d'oro certificate dal Dipartimento della pubblica istruzione della California. La vicinanza della città ai principali snodi dei trasporti, agli aeroporti e alle autostrade ha attratto il business di molte delle più grandi aziende della nazione tra cui Coca-Cola, Nongshim, Frito-Lay e Amphastar Pharmaceuticals.

## Geografia fisica
Secondo lo United States Census Bureau, ha un'area totale di 40,00 mi² (103,60 km²).

## Società

### Evoluzione demografica
Secondo il censimento del 2010, la popolazione era di 165.269 abitanti.

### Etnie e minoranze straniere
Secondo il censimento del 2010, la composizione etnica della città era formata dal 62,0% di bianchi, il 9,2% di afroamericani, lo 0,7% di nativi americani, il 10,4% di asiatici, lo 0,3% di oceaniani, il 12,0% di altre etnie, e il 5,4% di due o più etnie. Ispanici o latinos  erano il 34,9% della popolazione.